# Кукубаев, Анатолий Кукубаевич
Анатолий Кукубаевич Кукубаев (1 июля 1937, Бахтыбаево, Башкирская АССР — 1 августа 2002, Уфа) — композитор, педагог. Заслуженный деятель искусств БАССР (1987).
Член Союза композиторов РБ (1998). Лауреат премии им. Г. Саляма (1967).

## Биография
Кукубаев Анатолий Кукубаевич родился 1 июля 1937 года в д. Бахтыбаево Бирского района БАССР в семье Кугубая Кутлусатова. Кукубаев — псевдоним композитора, взятый от песни лесной птицы «ку-ку».
В 1961 году Анатолий Кукубаевич окончил Уфимское училище искусств по классу баяна (педагог И. П. Фоменков), в 1966 году — Музыкально-педагогический институт им. Гнесиных (класс баяна А. А. Лубенникова, класс дирижирования С. П. Горчакова).
С 1964 работал преподавателем Уфимского училища искусств, до 1971 года — музыкальным руководителем и дирижёром оркестра ансамбля народного танца ДК «Салават Юлаев».
Мариец по национальности, он своё творчество посвятил башкирской музыке. Скончался 1 августа 2002 года. Похоронен в родной деревне Бахтыбаево.

## Память
В 1996 году в Уфимском училище искусств учреждён ежегодный конкурс им. Кукубаева. В 2004 году в училище открыт учебный класс его имени.

## Сочинения
- Симфоническая поэма «Легенда» (1996),
- Оратория «Утро республики» (1989) на стихи Г.Саляма,
- Кантата «Башкирия — родная земля» (1987) на стихи Ю. А..Андрианова;
- Поэма-фантазия «На долине Ирендыка» (1982),
- Увертюра «Народный праздник» (1983), Марийская рапсодия (1986), Марш Салавата (1993);
- Пьесы для аккордеона, балалайки, баяна, гармони, думбыры, курая и др.
- Музыка к спектаклю «Изгнанная» по пьесе «Нәркәс» И. Х. Юмагулова.
- Песни «Песня советских солдат» (1955), «Вечерний вальс» (1956)
- Пьесы для баяна"Семь девушек", «Вариации на башкирские темы», «Интермеццо».

## Награды и звания
- Заслуженный деятель искусств Башкирской АССР (1987)
- Премия им. Г. Саляма (1967).